# Jon Kettilsson (Puke)
Jon Kettilsson (Puke), död mellan 1353–1360, var en svensk riddare.

## Biografi
Jon Kettilsson (Puke) var son till riddaren Kettil Ragvaldsson (Puke) och en okänd kvinna. Han nämns första gången 1338 och blev mellan 1341–1351 riddare. Jon Kettilsson avled mellan 1353–1360.

### Egendom
Jon Kettilsson ägde jord i Aspelands härad, Handbörds härad, Sevede härad, Södra Möre härad och Tunaläns härad i Småland och Algutsrums härad och Möckleby härad på Öland.

### Familj
Jon Kettilsson var 3 september 1338 gift med Botil Jonsdotter.